# Archidiecezja Clermont
Archidiecezja Clermont – archidiecezja Kościoła rzymskokatolickiego we Francji. Powstała w III wieku jako diecezja Clermont. W 1801 uzyskała swój obecny kształt terytorialny. W 2002 decyzją papieża Jana Pawła II została podniesiona do rangi archidiecezji i ustanowiona siedzibą metropolity.